# Kola
阿纳斯塔西娅·奧萊希芙娜·普魯迪烏斯（羅馬化：Anastasiia Olehivna Prudius；1993年10月13日—），藝名Kola，乌克兰歌手和詞曲作者。曾經參與2017年歐洲歌唱大賽的烏克蘭國内选拔。

## 早年生活
普魯迪烏斯出生于哈爾基夫。
2013年，她搬到基辅生活並結婚。

## 生涯
普魯第烏斯两岁开始唱歌，七岁开始學習演奏音乐。
2016年，她参加《国家之声》选秀节目。截至2022年 10月28日，她表演的片段已在Youtube上获得超过200万次观看次數。随后，她在淘汰赛阶段被淘汰。
2021年，再次登上《国家之声》 。
2022年，她的歌曲“Chy razom”的音乐视频在她Youtube上的頻道获得了超过500万的观看次数，并在乌克兰Apple Music前100熱門歌曲列表中排名第二。

### 單曲
- “Holos”（2022年）[5]
- 《Listopad》（2022年）[6]
- “Don'tsi”（2022年）
- “Bilia Sertsia”（2022年）[7]
- “Dochekaius'”（2022年）[7] [8]
- “Chy razom？”（2022年$
- maiu（2022年）
- “parasoli”（2022年）
- “Ukrayino—my syla”（2022年）
- “Pershe kokhannia”（2022年）
- “Malen'ka divchynka”（2022年，合著者：Skofka） [1]
- 《Ba》（2021年，合著者：Skofka） [9]
- 《Prokhana hostya》（2021年）
- 《Synkhrofazatron》（2020年）
- “Zombi”（2018年[1]）

## 奖项
| 年     | 提名                 | 结果 | 歌曲             | 參考文獻 |
| ------ | -------------------- | ---- | ---------------- | -------- |
| 2023年 | 不屈不挠的乌克兰之歌 | 獲獎 | 《Bila Sertsia》 | [ 10 ]   |